# Cyathea obscura
Cyathea obscura là một loài thực vật có mạch trong họ Cyatheaceae. Loài này được (Scort. ex Bedd.) Copel. mô tả khoa học đầu tiên năm 1909.